# NGC 4727
NGC 4727 est une vaste galaxie spirale barrée située dans la constellation du Corbeau. Sa vitesse par rapport au fond diffus cosmologique est de 7 830 ± 23 km/s, ce qui correspond à une distance de Hubble de 115,5 ± 8,1 Mpc (∼377 millions d'al). NGC 4727 a été découverte par l'astronome germano-britannique William Herschel en 1785. Cette galaxie a aussi été observée par l'astronome américain Lewis Swift le 27 avril 1887 et elle a été inscrite au New General Catalogue sous la désignation NGC 4740.
La classe de luminosité de NGC 4727 est II-III.

## Supernova
Deux supernovas ont été découvertes dans NGC 4727 : SN 1965B et SN 2003eg.

### SN 1965B
Cette supernova a été découverte le 8 janvier 1965 par l'astronome mexicain Enrique Chavira Navarrete. Le type de cette supernova n'a pas été déterminé.

### SN 2003eg
Cette supernova a été découverte le 17 mai 2003 par M. Ganeshalingam, J. Graham, H. Pugh et W. Li dans le cadre du programme LOTOSS de l'observatoire Lick. Cette supernova était de type II.